# Saint-Salvadou
Saint-Salvadou est une ancienne commune française située dans le département de l'Aveyron, en région Occitanie, devenue, le 1er janvier 2016, une commune déléguée de la commune nouvelle du Bas-Ségala.

### Localisation

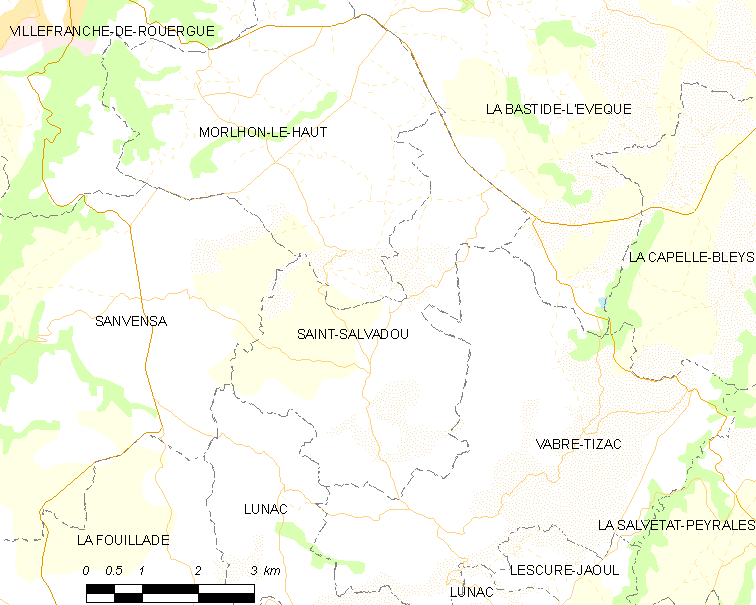

## Politique et administration
| Période                                  | Période  | Identité      | Étiquette | Qualité     |
| ---------------------------------------- | -------- | ------------- | --------- | ----------- |
| 2016                                     | En cours | Jérome Ricard | MoDem     | Agriculteur |
| Les données manquantes sont à compléter. |          |               |           |             |

| Période                                  | Période | Identité        | Étiquette | Qualité     |
| ---------------------------------------- | ------- | --------------- | --------- | ----------- |
| 1971                                     | 2008    | Roger Combettes | UDF       |             |
| 2008                                     | 2015    | Jérome Ricard   | MoDem     | Agriculteur |
| Les données manquantes sont à compléter. |         |                 |           |             |

### Intercommunalité
Jusqu'à sa fusion au sein de la commune nouvelle du Bas Ségala, le 1er janvier 2016, la commune était membre de la communauté de communes du Bas Ségala.

## Population et société

### Démographie
L'évolution du nombre d'habitants est connue à travers les recensements de la population effectués dans la commune depuis 1793. À partir du 1er janvier 2009, les populations légales des communes sont publiées annuellement dans le cadre d'un recensement qui repose désormais sur une collecte d'information annuelle, concernant successivement tous les territoires communaux au cours d'une période de cinq ans. 
Pour les communes de moins de 10 000 habitants, une enquête de recensement portant sur toute la population est réalisée tous les cinq ans, les populations légales des années intermédiaires étant quant à elles estimées par interpolation ou extrapolation. Pour la commune, le premier recensement exhaustif entrant dans le cadre du nouveau dispositif a été réalisé en 2007,.
En 2013, la commune comptait 390 habitants, en évolution de −2,99 % par rapport à 2008 (Aveyron : +0,58 %, France hors Mayotte : +2,49 %).
| 1793 | 1800 | 1846  | 1851  | 1856  | 1861  | 1866  | 1872  | 1876  |
| ---- | ---- | ----- | ----- | ----- | ----- | ----- | ----- | ----- |
| 960  | 898  | 1 153 | 1 181 | 1 204 | 1 260 | 1 232 | 1 322 | 1 211 |

| 1881  | 1886  | 1891  | 1896  | 1901  | 1906  | 1911  | 1921 | 1926 |
| ----- | ----- | ----- | ----- | ----- | ----- | ----- | ---- | ---- |
| 1 213 | 1 218 | 1 116 | 1 118 | 1 097 | 1 078 | 1 043 | 859  | 837  |

| 1931 | 1936 | 1946 | 1954 | 1962 | 1968 | 1975 | 1982 | 1990 |
| ---- | ---- | ---- | ---- | ---- | ---- | ---- | ---- | ---- |
| 793  | 753  | 657  | 677  | 689  | 608  | 546  | 520  | 505  |

| 1999 | 2007 | 2012 | 2013 | - | - | - | - | - |
| ---- | ---- | ---- | ---- | - | - | - | - | - |
| 432  | 407  | 385  | 390  | - | - | - | - | - |

### Enseignement
Les enfants de Saint-Salvadou fréquentent l'école publique de Solville avec les enfants de Vabre-Tizac.

## Culture locale et patrimoine

### Lieux et monuments
Dans le hameau de Méjalanou se situe la maison natale du poète occitan Justin Bessou.

### Personnalités liées à la commune
- Justin Bessou, poète occitan (1845-1918).
- Roland Gauch, coureur motocycliste (1924-2005).
- Sylvain N'Diaye, footballeur professionnel (1977)[6].